# Antíoc de Macedònia
Antíoc de Macedònia (en llatí Antiochus, en grec antic Ἀντίοχος) fou el pare de Seleuc I Nicàtor. Era un general macedoni, que va servir al rei Filip II de Macedònia. Casat amb Laodice, el seu fill és considerat l'ancestre dels selèucides.